# Discography of American Historical Recordings
Discography of American Historical Recordings (DAHR) är en databas som omfattar amerikanska masterinspelningar av "stenkakor" (det vill säga grammofonskivor med en in- och uppspelningshastighet av 78 varv per minut). Projektet drivs av University of California, Santa Barbara, National Endowment for the Humanities och Packard Humanities Institute.